# Saint-Martin-de-Lixy
Saint-Martin-de-Lixy è un comune francese di 93 abitanti situato nel dipartimento della Saona e Loira nella regione della Borgogna-Franca Contea.

## Società

### Evoluzione demografica
Abitanti censiti